# Kościół św. Jerzego w Jasienicy
Kościół świętego Jerzego – rzymskokatolicki kościół parafialny należący do parafii pod tym samym wezwaniem (dekanat Jasienica diecezji bielsko-żywieckiej).
Obecna murowana świątynia została wzniesiona dzięki staraniom ówczesnego proboszcza księdza Józefa Mojżyszki. Poświęcona została 19 sierpnia 1787 roku. Rozbudowywana była m.in. w latach międzywojennych, gdy otrzymała plan krzyża łacińskiego oraz została znacznie powiększona. W 1945 roku wkraczający żołnierze sowieccy urządzili w świątyni stajnię. W latach powojennych proboszcz Roman Sztajer odbudował kościół po zniszczeniach wojennych, mimo trudności ze strony władz komunistycznych. 
We wnętrzu znajduje się tryptyk Czterech Świętych Dziewic Wspomożycielek z Jasienicy, pochodzący z początku XVI wieku. Poza tym świątynia posiada wyposażenie późnobarokowe, pochodzące z przełomu XVIII i XIX wieku.